# Alpha Virginis
Spica • Épi • Azimech
Pour les articles homonymes, voir EPI.
Désignations
α Virginis (Alpha Virginis / α Vir), également appelée de son nom traditionnel latin Spica, ou L'Épi en français (on trouve parfois aussi Spica Virginis, « L'Épi de la Vierge »), ou plus rarement Azimech, est l'étoile la plus lumineuse de la constellation de la Vierge, et la quinzième étoile la plus brillante du ciel nocturne.
Elle est facile à trouver : il faut suivre la courbe de la Grande Ourse jusqu'à Arcturus dans le Bouvier, et poursuivre la route jusqu'à l'Épi. L'Épi forme, avec Arcturus et Régulus ou Denebola le triangle du printemps.

## Nomenclature
Spica, qui est le nom aujourd’hui retenu par l'Union astronomique internationale (UAI) pour Alpha Virginis, vient de très loin. Les Latins l’on pris au grec Στάκος, « l’Épi » chez Aratos, qui n’est autre que le calque de l’akkadien d’AB.SÍN = Šubultu. Spica ou Spica Virginis a souvent été traduit en français pour « l’Épi de la Vierge», ou toute simplement « l’Épi ».
Mais Spica n’est, dans l’Uranometria de Johann Bayer (1603), que premier des noms de cette étoile, laquelle en possède quantité d’autres, venus au Moyen Âge par les traductions des textes arabes.
Nous avons tout d’abord les noms associés Azimech, le plus fréquent et Alaazel, plus rare. Ils viennent tous deux de l’arabe السماك al-Simāk, qui est un nom de divinité antique chez les Sabéens de Ḥarrān (en français Carrhes, aujourd’hui en Turquie), dont le nom peut signifier, dans une vision cosmogonique, « le Soutien ». La XIVe des manāzil al-qamar ou « stations lunaires » lui a été dédiée. Son nom complet est, dans les calendriers arabes anciens, السماك الأعزال al-Simāk al-Aᶜzal, « le Simak Désarmé », de façon à le distinguer de l’autre Simāk', qualité d’al-Rāmiḥ"", « l’Armé » (voir Alpha Bootis/α Boo, soit Arcturus. Tandis que le premier nom, Azimech, apparaît dès l’an mil avec les premières listes latines de stations lunaires, le second, Alaazel vient dans le siècle qui suit avec les traductions des traités de fabrication et d'usage de l’astrolabe, car α Vir est une étoile marquée sur l'instrument. On trouve même le nom complet, soit azimech alaazel chez Platon de Tivoli (1138). Les deux noms sont distincts dans l’Uranometria de Johann Bayer, et restent courants jusqu’au XIXe siècle, Azimech tendant cependant à prendre le pas sur Alaazel,.
Autre nom, plus rare encore, Sunbulah. C’est السماك al-Sunbula « l’Épi », nom arabe de la constellation, donné dans des formes variées par Guillaume Postel (1553) et Giovanni Battista Riccioli (1665), et noté par Richard Hinckley Allen.

## Propriétés

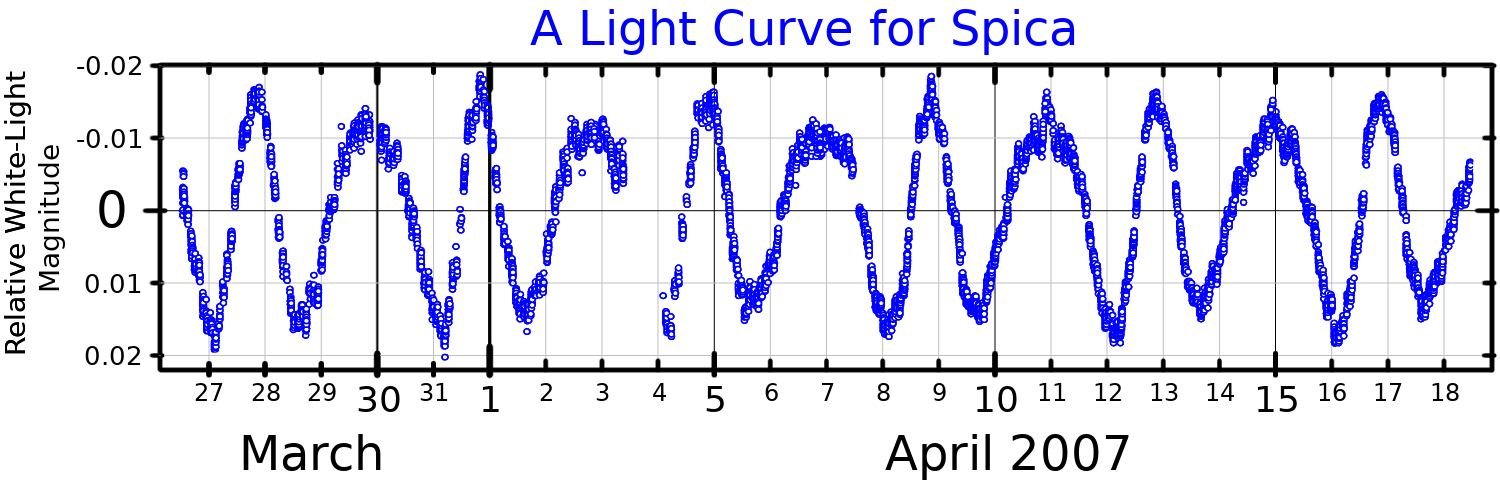
Courbe de lumière de Spica, adaptée de Tkachenko (2016).

Spica est une étoile binaire spectroscopique et une étoile variable ellipsoïdale ; c'est un système de deux étoiles tellement proches l'une de l'autre qu'elles possèdent une forme ellipsoïdale plutôt que sphérique et qu'elles ne peuvent être séparées que grâce à leurs spectres. Ce sont deux étoiles bleues de type spectral B, dont la composante primaire, qui a déjà quitté la séquence principale, est également une étoile géante variable de type Beta Cephei. Ces deux étoiles s’éloignent de notre système solaire à une vitesse d’environ 1 km par seconde. La magnitude du système varie de +0,92 à +0,98 sur une période de 4,0142 jours, une variation aussi faible étant toutefois très difficile à observer.

## Occultations
L'étoile est périodiquement occultée par la Lune et peut l'être par Mercure ou par Vénus.
Les occultations de l'étoile par la Lune surviennent par séries. On compte deux séries d'occultations tous les 18,6 ans environ. La dernière série (janvier 2016) a débuté le 25 juillet 2012  pour s'achever le 27 décembre 2013 .
La dernière occultation de l'étoile par Vénus a eu lieu le 10 novembre 1783  ; la prochaine devrait avoir lieu le 2 septembre 2197 .

## Dans la culture populaire

### Musique
- α Virginis est personnifiée, dans la chanson « SPICa », sous les traits de l'idole virtuelle Hatsune Miku, qui interprète également le titre. Elle est composée par l'artiste Toku-P, écrite par le parolier Kentax et parue le 12 août 2009. La chanson est, plus tard, interprétée par Mai Mizuhashi sous son nom de scène MARiA et réarrangée par Toku-P eux-deux signant la composition par leur groupe, Garnidelia dans leur album BiRTHiA[23].
- L'étoile inspirera le nom du groupe Spica[24], un girls-band créé par la B2M Entertainment (en), le label de Lee Hyori et formé en 2012. Leurs fans se nomment par ailleurs les Mercury, Mercure étant considérée comme la planète gardienne de la constellation de la Vierge[24].